# Алгонкини
Алгонкин или Алгонкуин (на английски: Algonkin, Algonquin) е северноамериканско индианско племе, което по време на първата си среща с европейците през 1603 г. наброява около 6000 души, организирани в десетина самостоятелни групи, живеещи в долината на река Отава, по границата на днешните Канадски провинции Онтарио и Квебек. Племето е известно с това, че дава името си на най-голямото индианско езиково семейство в Северна Америка – Алгонкинското езиково семейство. В началото на 21 век повечето от около 15 500 алгонкини живеят в Квебек, където са организирани в 9 групи. Една група живее в Онтарио. Тези 10 групи са федерално признати като Първи нации от Канадското правителство. Отделно има още няколко групи, които нямат федерален статут.

## Подразделения
Исторически племето има десет подразделения или групи. През 1630 г. тези групи са:
- Ирокет – по Саут Нейшън Ривър в Онтарио
- Кичесипирини – хора от голямата река. Най-голямата група на алгонкин, известни и като Алгомекинс дьо Ил, Алюмет, Хората на голямата река, Жен дьо Ил, Островни индианци.
- Кинончепирини (Кеиноче, Кинонче, Пайк) – понякога са посочвани като група на алгонкин, но след 1650 г. се свързват с отава.
- Матоуескарини (Мадауаска, Мадуаска, Маточкарини, Матоашита) – по река Мадауаска.
- Нибачис – на езерото Мускрат, близо до днешния Кобдън, Онтарио.
- Отагутаоемин (Котакотоеми)
- Кинонгебин
- Сагаигунинини (Сагиганирини)
- Сагинитаоигана (Сагачиганириниуек)
- Уескарини или Същински алгонкин – на север от река Отава, по реките Ливре и Руж в Квебек.

По-късни групи и имена свързани с алгонкин:
Абитиби, Бариер, Боничер, Думоин, Кипауа, Лак дьо Куин, Маинуауаки, Мичитамо, Оачегами, Очатарононга, Отурби, Тадосак, Темагами, Тимискаминг.

## Име
Откъде идва името алгонкин не е ясно. То се отнася или до техния език или се използва като колективно име за група от племена, които говорят свързани Алгонкински езици. Освен имената на отделните подразделения, самите алгонкини нямат свое собствено име като народ. Някои учени предполагат, че алгонкин идва от дума на езика малисит за „съюзник“. Други предполагат, че е от езика микмаки „алгоомеакинг – място, откъдето пронизват рибата от кану“. Най-вероятно името идва от думата малисит „алегонка – танцьори“. Когато Самюел дьо Шамплейн ги посещава през 1603 г., алгонкините празнуват с победен танц и той попитал преводача си, индианец малисит, „кои са тези“. Преводачът отговаря „алегонка“. Шамплейн помислил, че това е името на племето и французите започват да го прилагат, първоначално към две групи, а по-късно и към всички групи живеещи в долината на Отава.

## Език
Много хора не осъзнават, че алгонкин е съвсем отделно племе и че останалите Алгонкински народи не принадлежат към едно и също племе. Алгонкинското семейство се състои от свързани езици, не всички от които са взаимно разбираеми. Езикът на самите алгонкин е от групата анишинабе, тясно свързан с езиците на оджибуей, отава и потауатомите. Днес, въпреки че има някои различия между диалектите на различните групи, повечето алгонкини предпочитат да говорят на своя си език. Английския и френския се използват само, когато е необходимо. През 2011 г. Канадската статистика отчита, че около 2400 алгонкини говорят на собствения си език – омамиуининимоуин. Думата „омамиуинини“ често се използва от хората като име на племето.

## Култура
Живеещи твърде далеч на север за развитие на селско стопанство, алгонкин са предимно ловци – събирачи, организирани в малки полуномадски групи. Някои от южните групи започват да култивират царевица след 1608 г., но основно племето продължава да разчита на лова. През лятото различните ловни групички се събират заедно за риболов, а с приближаването на зимата отново се разбиват на малки семейни групи. Политическата организация като цяло е слаба. Всяка група си има свой водач. Наследствеността се наследява по бащина линия. Изработват отлични канута от брезова кора, с които пътуват по реките и езерата на големи разстояния, за да търгуват. През зимата се придвижват с шейни и снегоходки. Поради по-суровия климат на родината им, гладът е често срещано явление и племето не може да си позволи някой да е в тежест. Известно е, че изоставят или убиват болните, осакатените и тежко ранените.

## История
Устната история на племето разказва, че алгонкин мигрират към горната част на Сейнт Лорънс от изток, заедно с роднините си оджибуей, отава и потауатоми. Това става някъде около 1400 г. Когато Жак Картие посещава Сейнт Лорънс за първи път през 1534 г., по нейните брегове среща само ирокезкоговорещи народи. Не е ясно дали тези хора са били ирокези или хурони, но когато французите се установяват трайно в района след 70 години, тези така наречени Лаврентийски ирокези са изчезнали и са заменени от алгонкинскоговорещи хора.

### Първа среща с французите
Когато Самюел дьо Шамплейн основава първото постоянно френско селище през 1603 г. в Тадосак, той се среща с алгонкин и техните съюзници монтанаи и ечемин (малисити), които се подготвят за война с ирокезите. Скоро французите научават, че тази война почти не е прекъсвана от 1570 г. Шамплейн е впечатлен от качествените кожи на алгонкин, но скоро след срещата им той се връща във Франция. При завръщането му отново през 1608 г., той разширява търговията с кожи и за целта построява Квебек, за да е по-близо до алгонкин и техните кожи. Много скоро Шамплейн открива, че не алгонкините, а мохоките контролират тази част от Сейнт Лорънс като правят същевременно целият район доста опасен. Шамплейн няма търпение да сключи споразумения, както с алгонкин така и с монтанаите и хуроните, бързайки да изпревари другите европейски конкуренти. Племената обаче не желаят да се ангажират с дългосрочни договори, заради опасното пътуване до Квебек, освен ако французите не са готови да им помогнат да се справят с мохоките. С помощта на французите до 1610 г. мохоките са изтласкани на юг от река Сейнт Лорънс. Предимството на алгонкин и техните съюзници обаче е временно. Скоро след това ирокезите започват да се въоръжават от холандците в долната част на река Хъдсън.

### Война с ирокезите
До 1614 г. французите разширяват търговията с кожи на запад и подписват договор за сътрудничество с хуроните, които изместват алгонкин като основен партньор на французите. По същото време на юг бушува война между мохоките и мохиканите за контрол върху търговията с холандците. До 1628 г. мохиканите са победени и мохоките се обръщат към старите си врагове по Сейнт Лорънс. През 1629 г. мохоките атакуват смесено село на алгонкин и монтанаи на границата на Квебек. Именно с това нападение започват тъй наречените Боброви войни – 70 години на междуплеменни войни и насилие. Добре въоръжени от холандците, ирокезите постепенно разширяват териториите си като унищожават племе след племе. От 1630 г. алгонкин и монтанаите имат нужда от френската помощ, за да противостоят на ирокезите. Нещата обаче се развиват в съвсем различна посока. Възползвайки се от войната между Франция и Англия в Европа, Дейвид Кърк превзема Квебек и британците владеят Канада до 1632 г., когато тя отново е върната на французите. Тези три години обаче се оказват катастрофални за френските съюзници. Тъй като търговията им с холандците не е засегната, ирокезите успяват да си възвърнат контрола в горната част на Сейнт Лорънс като изтласкват оттам алгонкините и монтанаите. Когато французите се връщат в Квебек през 1632 г. се опитват да възстановят предишния баланс на силите, но вече е твърде късно. Ирокезка офанзива през 1636 и 1637 г. кара алгонкин да се оттеглят далеч на север, а монтанаите са принудени да бягат на изток към Квебек. До пролетта на 1642 г. обединените онайда и мохок успяват да изтласкат и последните групи алгонкини и монтанаи от Сейнт Лорънс и долината на Отава, докато на запад онондага, каюга и сенека се концентрират във войната срещу хуроните. Към 1644 г. положението толкова се влошава, че французите са принудени да поискат мир. Изтощени също от непрекъснатата война ирокезите приемат мирното предложение. Мирът просъществува кратко. На 6 март 1647 г. голяма войска мохоки напада село на кичесипирини, близо до Троа Ривиер и го унищожава. След разгрома на хуроните през 1649 г. ирокезите съсредоточават силите си срещу алгонкин и монтанаите на Сейнт Лорънс. До 1651 г. алгонкин са принудени да се оттеглят далеч на север при племето крии или на запад при отава и оджибуей. Изведнъж, губейки своите най-добри съюзници и партньори, търговията с кожи на французите в региона спира. Пристигането на 1200 редовни френски войници от Европа през 1664 г. и техните нападения в родината на ирокезите в крайна сметка водят до по-дълготраен мир през 1667 г. Мирът позволява на французите да възстановят търговията, а на алгонкините да се завърнат по родните си места в долината на Отава. Войните и разпръсването се отразява тежко на племето. От първоначалните около 6000 алгонкини остават около 2000. Населението им е намалено още след две тежки епидемии през 1676 г. и 1679 г. След 1685 г. повечето алгонкини са абсорбирани от индианците Сент Франсоа, а през следващите 50 години французите построяват мисии за отделните групи алгонкин.

### Алгонкин през 18 и 19 век
През 1721 г. френските мисионери убеждават 250 ниписинг и 100 алгонкини да се заселят заедно с 300 мохоки християни в Канесатаке. По-късно това смесено племе става основен съюзник на французите и привлича към себе си почти всички алгонкини в региона. Този съюз става известен като Седемте нации на Канада или Седемте огъня на Канауага (Канауага – мохоки; Езерото на Двете планини – ирокези, ниписинг и алгонкин; Сент Франсоа – сококи, пенакук и алгонкини от Нова Англия; Беканкур – източни абенаки; Осуегачи – онондага и онайда; Лорета – хурони и Сейнт Реджис – мохоки).
След установяването на британския контрол над Северна Америка през 1763 г., хуроните от Лорета и алгонкин първи подписват договор с англичаните. Постепенно Лигата на ирокезите и Седемте нации на Канада се сливат и стават най-важният британски съюзник по време на Войната за независимост. След революцията хиляди британски лоялисти напускат САЩ и се установяват в Канада. Дотогава земята на алгонкин е защитена с актове от 1763 и 1774 г. За да осигурят обаче земя на новодошлите, през 1783 г. британското правителство решава да не зачете претенциите на алгонкин за долната част на река Отава и закупува земята от мисасауга – оджибуей. Въпреки това алгонкин подкрепят британците във войната от 1812 г. като помагат за разгрома на американците в битката при Чатеого. Наградата им за това е отнемането на още от земята им. В крайна сметка Канадското правителство създава 10 резервата за всяка група на племето. Тези резервати обаче са една нищожна част от първоначалните им земи.

### Алгонкин през 20 и 21 век
През 20 век и началото на 21 век групите алгонкин постоянно се опитват да подобрят условията на живот в резерватите и водят постоянна борба за отстояване на своите права. Има 10 Първи нации алгонкин признати от Канадското правителство, 9 са локализирани в Квебек и една в Онтарио. Има и няколко групи, които не са федерално признати. В началото на 21 век общият брой на алгонкин е около 15 500 души – с около 11 000 в Квебек и около 4500 в Онтарио. Повече от половината от тях живеят в резерватите, а останалите в близост до тях.
Признати Първи нации алгонкин:
В Квебек:
- Бариър Лейк (Лак Рапид, Рапид Лейк)
- Доминион Абитиби (Абитибиуинини, Пикоган)
- Игъл Вилидж (Кебаоуек, Кипоуа)
- Китчисакак (Гранд Лейк Виктория)
- Китиган зиби (Маниуаки)
- Лак Саймън
- Тимискамиго (Тимискаминг, Нотр Дам дьо Норд)
- Уинеуей (Лонг Пойнт)
- Улф Лейк (Хънтър Пойнт)

В Онтарио:
- Голдън Лейк (Пикуаканаган)